# Audioshock
Audioshock – brytyjski zespół z kręgu muzyki alternatywnej, łączący electro z muzyką rockową. Ich pierwszy minialbum ukazał się w 2010 r. Dzięki grupie Coldplay i stacji BBC Radio 1 rozgłos zdobyła ich piosenka „Faceless”. W 2013 r. ukazały się single: „Skyline” i „Centuries”. Kwartet wystąpił w Polsce podczas Ursynaliów 2013 w Warszawie.

## Muzycy
- Jack Kinden
- Billy Banyard
- Charlie Banyard
- Max Minus

## Dyskografia
EP
- 2012: Closure
- 2010: Creatures Crypts & Poliics

Single
- 2013: Centuries
- 2012: Faceless, Skyline